# Brandmal (2015)
Brandmal ist ein deutscher Fernsehfilm aus dem Jahr 2015 nach der gleichnamigen Romanvorlage des schottischen Autors Craig Russell. Der Thriller ist die dritte Verfilmung aus Russells Krimiserie rund um den von Peter Lohmeyer verkörperten Hamburger Kriminalkommissar Jan Fabel und wurde von Nicolai Rohde für die ARD in Szene gesetzt.

## Handlung
Die Polizei erhält spätabends einen Anruf von Gunther Griebel, der unbedingt mit Kriminalhauptkommissar Jan Fabel sprechen will. Als Fabel mit seiner Kollegin Maria Klee dessen Haus erreicht, ist der Wissenschaftler gerade ermordet worden. Klee begegnet dem maskierten Täter im Treppenhaus, ist jedoch aufgrund ihrer Panikattacken, die seit ihrem letzten lebensgefährlichen Einsatz immer wieder auftreten, bewegungsunfähig. Zwei Tage vor Griebel ist bereits ein Liedermacher auf die gleiche Weise umgebracht worden. Der Mörder hat sein jeweiliges Opfer mit roter Farbe besprüht, skalpiert und dann erstochen. Einzig verwertbare Spur ist eine rote Haarsträhne, die der Täter am Tatort hinterlässt, indem er sie mit Klebestreifen an einer Fensterscheibe fixiert. Diese Haare sind dem Träger nach kriminaltechnischer Analyse bereits vor 30 bis 40 Jahren abgeschnitten worden.
Kommissar Fabel und sein Team befürchten weitere Morde, da der Täter offensichtlich die Kommunikation zu den Ermittlern sucht. Erste Spuren führen zu der Esoterikerin Beate Brandt, mit der beide Opfer vor Kurzem telefoniert hatten. Sie bestätigt, dass die Opfer sich kannten und sie alle drei in den 1980er Jahren in der linken Studentenszene aktiv waren. Zu ihnen gehörte auch Franz Mühlhaus, mit dem sie in die Terrorbewegung gewechselt hatten und der bei einem Polizeieinsatz erschossen wurde.
Fabel kontaktiert Ingrid Fischbach, die ein Buch über diese linke Szene verfasst hat. Sie nennt ihm weitere Mitglieder der Gruppe um Mühlhaus, die möglicherweise nun nach Jahren auf Rachetour gehen. Andererseits könnten sie auch die nächsten Opfer sein. Das bewahrheitet sich – eines dieser Mitglieder wird ermordet. Fabels Team findet heraus, dass Beate Brandt und Mühlhaus ein Kind zusammen haben: Thomas Brandt. Er war bis vor kurzem im Gefängnis und hatte auch erst vor einem Jahr erfahren, wer sein Vater war. Zudem trägt er lange rote Haare, wie schon sein Vater. Als sie ihn festnehmen wollen, hat ihn seine Mutter gerade vergiftet, da auch sie annahm, dass er der Serienmörder sei. Fabel kann auch nicht verhindern, dass Beate Brandt sich daraufhin erschießt.
Noch am gleichen Abend wird Fabel vom wahren Täter angerufen, der erklärt, dass ihm soeben etwas Arbeit abgenommen wurde und es nun nur noch ein Opfer geben wird, dann sei seine Mission erfüllt. Die zwei möglichen Opfer werden vorsichtshalber unter Schutz gestellt, doch damit macht es die Polizei dem Mörder besonders leicht, denn er ist einer aus Fabels Team: Frank Grueber. Er ist der Sohn einer Studentin, die seinerzeit bei der Aktion gegen Mühlhaus mit erschossen wurde, und hat alles mit angesehen. Mühlhaus war auch sein Vater und er hatte ihm damals eine Liste mit Namen gegeben, von denen er wusste, dass sie ihn verraten hatten und ihm das Versprechen abgenommen, wenn ihm was passieren sollte, diese bösen Menschen zur Verantwortung zu ziehen. 30 Jahre hatte Grueber diese Erinnerung verdrängt, aber vor kurzem war sein Pflegevater gestorben und im Nachlass der Zettel mit den Namen wieder zum Vorschein gekommen.
Fabel gelingt es, Grueber zu stellen und das letzte Opfer zu retten. Frank Grueber entzieht sich daraufhin der Verhaftung und erschießt sich.

## Hintergrund
Die Handlung weist deutliche Anspielungen auf den misslungenen GSG-9-Einsatz in Bad Kleinen auf. TV-Premiere hatte der in Hamburg gedrehte Streifen am 19. September 2015 in der ARD. Die Verfilmung aller Teile aus Russells Krimireihe ist geplant. Bisher erschienen Wolfsfährte 2010, Blutadler 2012, Brandmal 2015, Carneval – Der Clown bringt den Tod 2018 und Todesengel 2021.

## Rezeption

### Einschaltquoten
Bei der Erstausstrahlung am 19. September 2015 wurde Brandmal in Deutschland von 4,60 Millionen Zuschauern gesehen, was einem Marktanteil von 16,1 Prozent entsprach.

### Kritiken
Rainer Tittelbach von Tittelbach.tv schreibt: „Die Geschichten des Schotten Craig Russell, der erst seit 2005 Krimithriller schreibt, sind gewöhnungsbedürftig, weil das Töten in ihnen geradezu fetischisiert wird. Monströse Mörder, Psychopathen, Racheengel, die sich häufig abstruse Mythen zum Vorbild nehmen und nach strengen Ritualen ihren Opfern einen qualvollen Tod bereiten.“ Entsprechend schwierig ist es, daraus einen guten Film zu machen. „Die Macher geben die richtige Antwort mit einer surreal verfremdeten Bildsprache. Look & Design haben mehr ‚Wert‘ als die Geschichte, die allerdings durchaus spannend ist.“
Bei literaturkritik.de meint Nils Demetry: „Zumindest die Handlung des deutschen Thrillers Brandmal (Regie: Nicolai Rohde) klingt vielversprechend“, doch „verliert der Film durch die verhältnismäßig frühe Einführung des Täters an Fallhöhe, die angesichts der Gewalt-Dimension der Tat auch noch eine Weile ohne konkrete Täter-Figur hätte aufrechterhalten werden können.“
Die Kritiker der Fernsehzeitschrift TV Spielfilm fanden den dritten Fall von Jan Fabel „leider nicht so fabelhaft wie die Vorgänger“ und urteilten, „die ersten zwei Craig-Russell-Verfilmungen, „Wolfsfährte“ […] und „Blutadler“, schufen mit Mystery- und Horrorelementen eine märchenhaft-abgehobene Atmosphäre. In Film Nr. 3 blitzt die Überspitzung nur noch gelegentlich auf. Die Hinwendung zum „realistischen“ Szenario, inklusive Privatleben der Ermittler, macht „Brandmal“ austauschbarer.“